# Нагано (впадина)
Нагано (яп. 長野盆地 нагано-бонти) — впадина в Японии, расположенная в центральной части острова Хонсю, в префектуре Нагано.
Впадина лежит на высоте 300—400 м над уровнем моря, через неё в северном протекает река Тикума (Синано). В пределах впадины в Тикуму впадают Сай-гава (а в неё — Сусобана (яп. 裾花川)), Мацукава (яп. 松川), Тории (яп. 鳥居川) и другие; они образуют конусы выноса. В ней лежит 4 города — Нагано, Тикума, Судзака и Накано.
Климат южной части впадины характерен для внутренних областей Хонсю, в северной части впадины сказывается влияние Японского моря. В регионе выращивают фрукты (особенно яблоки) и цветы.